# BELEX15
BELEX15 ist der führende Index der Börse Belgrad.

## Zusammensetzung
Im BELEX15 sind die folgenden 15 größten Unternehmen Serbiens gelistet. Zum aktuellen Zeitpunkt sind jedoch nur 9 Unternehmen in dem Index vertreten (Stand: 17. Januar 2025).
| Name                       | Branche             | Symbol | Gewichtung im BELEX15 (in %) |
| -------------------------- | ------------------- | ------ | ---------------------------- |
| Dunav osiguranje a.d.      | Versicherung        | DNOS   | 17,65                        |
| Metalac a.d.               | Küchengeräte        | MTLC   | 10,78                        |
| Impol Seval a.d.           | Aluminiumproduktion | IMPL   | 3,69                         |
| Fintel energija a.d.       | Energieproduktion   | FINT   | 3,62                         |
| NIS a.d., Novi Sad         | Petrolindustrie     | NIIS   | 20,00                        |
| Jedinstvo a.d.             | Bau                 | JESV   | 3,47                         |
| Energoprojekt holding a.d. | Beratung            | ENHL   | 1,97                         |
| Messer Tehnogas a.d.       | Gas                 | TGAS   | 18,83                        |
| Aerodrom Nikola Tesla a.d. | Flughafen           | AERO   | 20,00                        |